# گی نولنس
گی نولنس (فرانسوی: Guy Nulens‎؛ زادهٔ ۲۷ اکتبر ۱۹۵۷) دوچرخه‌سوار اهل بلژیک است.